# Frederick A. Kolster

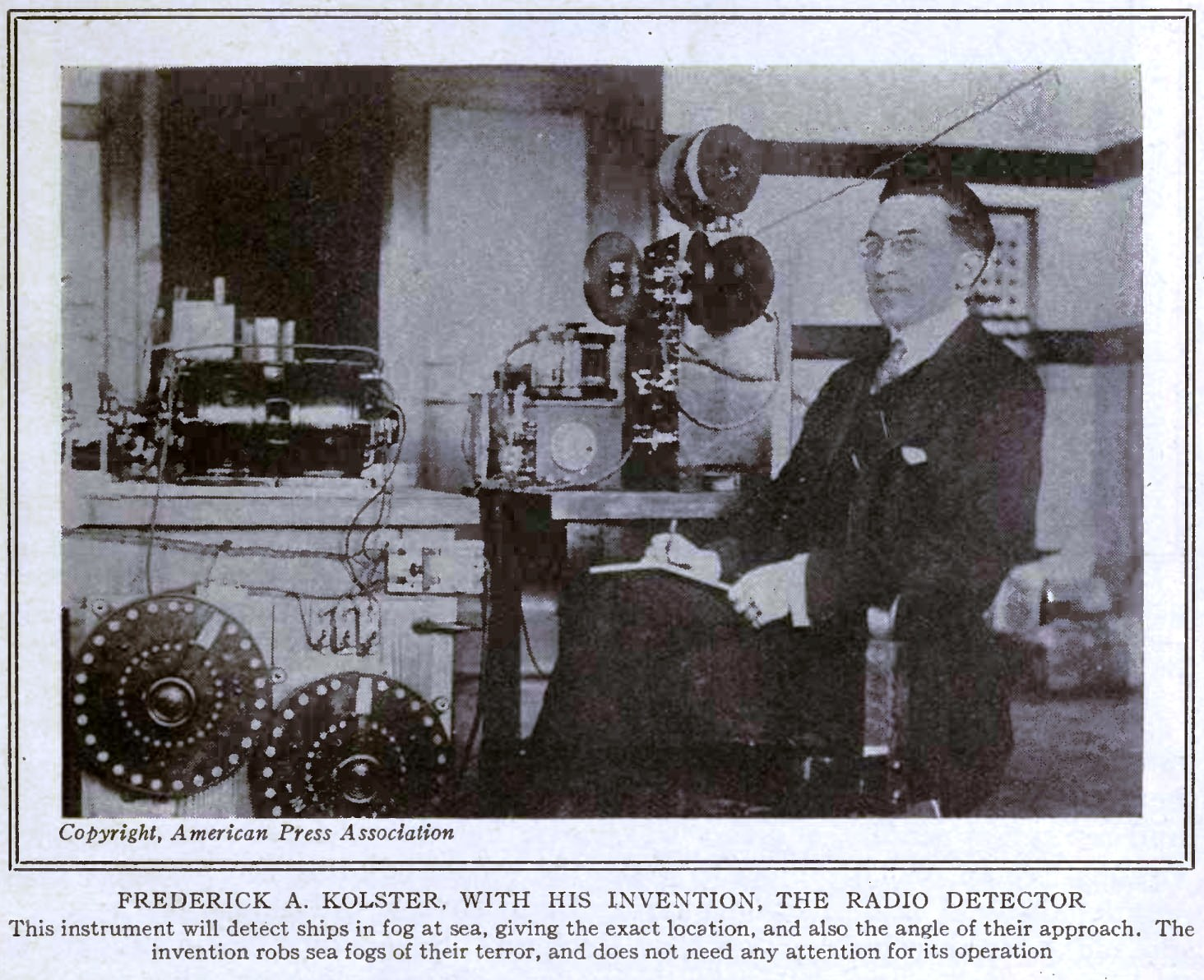
Frederick A. Kolster, 1915

Frederick Augustus Kolster (* 13. Januar 1883 in Genf; † 23. Juli 1950 in San Francisco) war ein US-amerikanischer Radiopionier.
Als Kleinkind zog er mit seinen Eltern von der Schweiz nach Boston, wo sein Vater Violinist im Boston Symphony Orchestra wurde. Im Jahr 1908 schloss er ein Physik- und Ingenieurstudium in Harvard ab.
Als leitender Mitarbeiter des National Bureau of Standards begann er 1913, wichtige Leuchttürme und Leuchtschiffe mit Funkfeuern auszurüsten. Zudem erfand und entwickelte er einen Peilempfänger, den Kolster-Radiokompass, der im Ersten Weltkrieg von der amerikanischen Kriegsmarine eingesetzt wurde und später kommerzielle Verwendung fand.